# Samurize
Serious Samurize (ou Samurize) est une amélioration libre du bureau de Microsoft Windows 2000/XP/2003/Vista.
Le noyau de Samurize est le bureau client (client.exe), qui affiche une config (similaire à un widget/gadget) n'importe où sur l'écran. Il comporte également une barre des tâches, une horloge, un serveur et un économiseur d'écran. Le but du client est d'afficher des informations sur l'ordinateur, comme l'utilisation du CPU, la quantité de RAM ou de disque dur libre, l'état du réseau, l'uptime, etc. Il peut être étendu en utilisant des scripts (VBScript, JScript, Perl, Python, Ruby) et des plugins (DLL) qui fournissent des possibilités illimitées. Certains scripts/plugins peuvent obtenir la météo, les informations, de la musique, et bien d'autres choses.
L'autre composant principal de Samurize est un éditeur de config WYSIWYG (config.exe), qui peut être utilisé pour créer une config. Une config est une série de compteurs et est sauvegardée avec le fichier.ini dans le répertoire configs du chemin d'installation de Samurize (C:\Program Files\Samurize\Configs). Le client est utilisé pour charger la config et l'afficher à l'écran.
Les configs peuvent être partagées avec d'autres utilisateurs en utilisant l'utilitaire ImportExportTool.exe.

## Historique
Le projet Samurize a été lancé en 2002 par Gustaf Lundh et Oscar Lundh.
Le premier prédécesseur de Samurize était NMeter, créée par Gustaf Lundh en 2000. NMeter a été suivi de CureInfo en 2001. En mars 2002, le développement de Samurize a commencé. Le développement a été très rapide : presque une nouvelle version chaque mois, jusqu'à ce que la version 1.0 soit publiée en novembre 2003. Depuis lors, le développement a un peu ralenti mais des nouvelles versions sortent toujours régulièrement. La version actuelle, 1.64.3, est sortie le 3 avril 2008.